# Tinnis Burn
Der Tinnis Burn ist ein Wasserlauf in den Scottish Borders, Schottland. Er entsteht südlich des Cooms Fell und fließt in südöstlicher Richtung bis zu seiner Mündung in das Liddel Water auf dessen westlicher Flussseite westlich des auf der östlichen Seite gelegenen Weilers Kershopefoot.